# Persone di nome Hugo/Calciatori
| Questa pagina contiene informazioni ricavate automaticamente dalle voci biografiche con l'ausilio del template Bio e di un bot. L'aggiornamento è periodico e automatico e ricostruisce completamente la pagina. Se manca una persona in questa lista, sei pregato di non aggiungerla, ma accertati piuttosto che la sua voce biografica contenga il template Bio e che i dati anagrafici siano correttamente compilati. Se il template Bio manca, inseriscilo tu stesso o, in alternativa, metti l'avviso {{tmp\|Bio}} che ne segnala la mancanza. Se i dati riportati sono sbagliati, correggi direttamente la voce biografica; le modifiche saranno visibili in questa lista entro pochi giorni. Per chiarimenti vedi il progetto antroponimi. La lista contiene solo le 123 persone che sono citate nell'enciclopedia e per le quali è stato implementato correttamente il template Bio. Pagina aggiornata al 22 lug 2025. |

Questa è una lista di persone presenti nell'enciclopedia che hanno il nome Hugo e sono calciatori.

## A(5)
- Diego Arismendi, calciatore uruguaiano (Montevideo, n. 1988)
- Hugo Ayala, ex calciatore messicano (Morelia, n. 1987)
- Hugo Henrique Assis do Nascimento, ex calciatore brasiliano (Rio de Janeiro, n. 1980)
- Miguel Lopes, calciatore portoghese (Lisbona, n. 1986)
- Hugo Machado, calciatore portoghese (Lisbona, n. 1982)

## B(7)
- Hugo Báez, ex calciatore paraguaiano (Asunción, n. 1983)
- Hugo Bargas, calciatore francese (Le Puy-en-Velay, n. 1986)
- Hugo Berly, calciatore cileno (Santiago del Cile, n. 1941 - † 2009)
- Hugo Boumous, calciatore francese (Rennes, n. 1995)
- Hugo Brizuela, ex calciatore paraguaiano (Asunción, n. 1969)
- Hugo Bueno, calciatore spagnolo (Vigo, n. 2002)
- Hugo Buyla, calciatore equatoguineano (Saragozza, n. 2005)

## C(8)
- Hugo Basto, calciatore portoghese (Amarante, n. 1993)
- Hugo Carmona, ex calciatore peruviano (Lima, n. 1939)
- Hugo Cid, ex calciatore messicano (Acultzingo, n. 1991)
- Hugo Coscia, ex calciatore argentino (Chacabuco, n. 1952)
- Hugo Cuenca, calciatore paraguaiano (Coronel Oviedo, n. 2005)
- Hugo Cunha, calciatore portoghese (Barreiro, n. 1977 - † 2005)
- Hugo Cuypers, calciatore belga (Liegi, n. 1997)
- Hugo Porfírio, ex calciatore portoghese (Lisbona, n. 1973)

## D(11)
- Hugo Cabral, calciatore brasiliano (São João de Meriti, n. 1988)
- Hugo Dausmann, ex calciatore tedesco (Münchweiler an der Rodalb, n. 1942)
- Hugo Droguett, ex calciatore cileno (Quinta Normal, n. 1982)
- Hugo Duro, calciatore spagnolo (Getafe, n. 1999)
- Hugo Faria, ex calciatore portoghese (São Brás de Alportel, n. 1983)
- Hugo Luz, ex calciatore portoghese (Faro, n. 1982)
- Hugo Morais, ex calciatore portoghese (Bissau, n. 1978)
- Hugo Moutinho, ex calciatore portoghese (Lisbona, n. 1982)
- Hugo Filipe da Costa Vieira, calciatore portoghese (Barcelos, n. 1988)
- Hugo Oliveira, calciatore portoghese (Fiães, n. 2002)
- Hugo Souza, calciatore brasiliano (Duque de Caxias, n. 1999)

## E(2)
- Hugo Costa, ex calciatore portoghese (Tramagal, n. 1973)
- Hugo Ekitike, calciatore francese (Angers, n. 2002)

## F(4)
- Hugo Fernández Martínez, calciatore paraguaiano (Ñemby, n. 1999)
- Hugo Fraile, ex calciatore spagnolo (Huelva, n. 1987)
- Hugo Ferreira de Farias, calciatore brasiliano (Arapiraca, n. 1997)
- Hugo Ventura, ex calciatore portoghese (Vila Nova de Gaia, n. 1988)

## G(14)
- Hugo Gambor, calciatore centrafricano (Blois, n. 2002)
- Hugo Gastulo, ex calciatore peruviano (Lima, n. 1958)
- Hugo Gatti, calciatore argentino (Buenos Aires, n. 1944 - Buenos Aires, † 2025)
- Hugo Giorgi, calciatore argentino (Coronel Bogado, n. 1920)
- Hugo González Durán, calciatore messicano (San Luis Potosí, n. 1990)
- Hugo Armando González, ex calciatore cileno (Santiago del Cile, n. 1963)
- Hugo González Sotos, calciatore spagnolo (Valencia, n. 2003)
- Hugo Gonçalves Ferreira Neto, calciatore brasiliano (n. 2001)
- Hugo Gottardi, ex calciatore argentino (Elortondo, n. 1953)
- Hugo Guerra, calciatore uruguaiano (Canelones, n. 1966 - Arrecifes, † 2018)
- Hugo Guillamón, calciatore spagnolo (San Sebastián, n. 2000)
- Hugo Guimarães Silva Santos Almeida, calciatore brasiliano (São Fidélis, n. 1986)
- Hugo Gomes dos Santos Silva, calciatore brasiliano (Rio de Janeiro, n. 1995)
- Hugo Sousa, calciatore portoghese (Santa Marinha, n. 1992)

## H(2)
- Hugo Hovenkamp, ex calciatore olandese (Groningen, n. 1950)
- Hugo Marques, calciatore angolano (Fão, n. 1986)

## K(3)
- Hugo Keto, calciatore finlandese (Helsinki, n. 1998)
- Hugo Komano, calciatore francese (Tolosa, n. 2000)
- Hugo Konongo, ex calciatore francese (Tolosa, n. 1992)

## L(7)
- Hugo Lacava Schell, ex calciatore uruguaiano (Conchillas, n. 1955)
- Hugo Lamanna, calciatore e allenatore di calcio argentino (Buenos Aires, n. 1913 - Rapallo, † 1991)
- Hugo Larsson, calciatore svedese (Svarte, n. 2004)
- Hugo Lepe, calciatore cileno (Santiago del Cile, n. 1934 - † 1991)
- Hugo Lloris, calciatore francese (Nizza, n. 1986)
- Hugo Lóndero, ex calciatore argentino (Colonia Caroya, n. 1946)
- Hugo López Martínez, ex calciatore spagnolo (Gijón, n. 1988)

## M(12)
- Hugo Carreira, ex calciatore portoghese (Lisbona, n. 1979)
- Hugo Évora, ex calciatore capoverdiano (Queluz, n. 1981)
- Hugo Magallanes, calciatore uruguaiano (Melo, n. 1997)
- Hugo Magnetti, calciatore francese (Marsiglia, n. 1998)
- Hugo Mallo, calciatore spagnolo (Marín, n. 1991)
- Hugo Mantel, calciatore tedesco (Dortmund, n. 1907 - Berdychiv, † 1942)
- Hugo Maradona, calciatore e allenatore di calcio argentino (Lanús, n. 1969 - Monte di Procida, † 2021)
- Hugo Martínez, calciatore paraguaiano (Santa Elena, n. 2000)
- Hugo Meisl, calciatore e allenatore di calcio austriaco (Malešov, n. 1881 - Vienna, † 1937)
- Hugo Morales, ex calciatore argentino (Buenos Aires, n. 1974)
- Hugo Moura, calciatore brasiliano (Rio de Janeiro, n. 1998)
- Hugo Mützell, calciatore e dirigente sportivo tedesco

## N(4)
- Hugo Natteri, calciatore peruviano (Pisco, n. 1934 - Grosseto, † 2000)
- Hugo Nervo, calciatore argentino (San Nicolás de los Arroyos, n. 1991)
- Hugo Notario, ex calciatore argentino (Clorinda, n. 1980)
- Hugo Novoa, calciatore spagnolo (Bertamiráns, n. 2003)

## O(1)
- Hugo Ovelar, ex calciatore paraguaiano (Concepción, n. 1971)

## P(7)
- Hugo Pena, calciatore argentino (Buenos Aires, n. 1951 - † 1981)
- Hugo Perotti, ex calciatore argentino (Moreno, n. 1959)
- Hugo Picard, calciatore francese (Cholet, n. 2003)
- Hugo Alejandro Pineda Constantino, ex calciatore messicano (Ciudad Madero, n. 1940)
- Hugo Alejandro Pineda Vargas, ex calciatore messicano (Tampico, n. 1962)
- Hugo Esteban Porta, calciatore uruguaiano (Montevideo, n. 1914)
- Hugo Pérez, ex calciatore argentino (Avellaneda, n. 1968)

## Q(1)
- Hugo Quintana, calciatore paraguaiano (Asunción, n. 2001)

## R(6)
- Hugo Rama, calciatore spagnolo (Oroso, n. 1996)
- Hugo Rodallega, calciatore colombiano (Candelaria, n. 1985)
- Hugo René Rodríguez, ex calciatore messicano (Torreón, n. 1959)
- Hugo Isaac Rodríguez, calciatore messicano (Guadalajara, n. 1990)
- Hugo Rubini, ex calciatore argentino (Buenos Aires, n. 1969)
- Hugo Seco, calciatore portoghese (Lousã, n. 1988)

## S(16)
- Hugo Alcântara, ex calciatore brasiliano (Cuiabá, n. 1979)
- Hugo Saggioratto, ex calciatore argentino (n. 1952)
- Hugo Sánchez, ex calciatore e allenatore di calcio messicano (Città del Messico, n. 1958)
- Hugo Sánchez Guerrero, ex calciatore messicano (Monterrey, n. 1981)
- Hugo Schmidli, calciatore svizzero
- Horacio Sequeira, calciatore uruguaiano (Salto, n. 1995)
- Hugo Settis, calciatore argentino
- Hugo Leonardo Silva Serejo, calciatore brasiliano (São Luís, n. 1985)
- Hugo Silva, calciatore argentino (Quilmes, n. 1992)
- Hugo Silveira, calciatore uruguaiano (Montevideo, n. 1993)
- Hugo Siquet, calciatore belga (Marche-en-Famenne, n. 2002)
- Hugo Soria, calciatore uruguaiano (Paysandú, n. 1990)
- Hugo Sosa, ex calciatore paraguaiano (Luque, n. 1970)
- Hugo Sotelo, calciatore spagnolo (Vigo, n. 2003)
- Hugo Sotil, calciatore peruviano (Ica, n. 1949 - Lima, † 2024)
- Hugo Suárez, ex calciatore boliviano (Santa Cruz de la Sierra, n. 1982)

## T(1)
- Hugo Talavera, ex calciatore paraguaiano (Asunción, n. 1949)

## V(10)
- Hugo Vallejo, calciatore spagnolo (Granada, n. 2000)
- Hugo Vandermersch, calciatore francese (Blendecques, n. 1999)
- Hugo Vera Oviedo, calciatore paraguaiano (Asunción, n. 1991)
- Hugo Vetlesen, calciatore norvegese (Bærum, n. 2000)
- Hugo Vidémont, ex calciatore francese (Marsiglia, n. 1993)
- Hugo Miguel Fernandes Vieira, ex calciatore portoghese (Braga, n. 1976)
- Hugo Villanueva, calciatore cileno (Santiago del Cile, n. 1939 - † 2024)
- Hugo Villaverde, calciatore argentino (Santa Fe, n. 1954 - Santa Fe, † 2024)
- Hugo Väli, calciatore estone (Üksnurme, n. 1902 - Tallinn, † 1944)
- Hugo Vītols, calciatore lettone (n. 1910 - † 1965)

## Z(1)
- Hugo Zarich, calciatore argentino (Villa Eloísa, n. 1940 - † 2017)

## Á(1)
- Hugo Álvarez, calciatore spagnolo (Ourense, n. 2003)